# Eleccions generals japoneses de 1980
Les eleccions generals japoneses de 1980 es van celebrar el 22 de juny de 1980 per tal d'elegit els 511 diputats de la Cambra de Representants del Japó. Les eleccions foren resultat de la pèrdua d'una moció de confiança feta pel Partit Socialista del Japó (PSJ) el 16 de maig del mateix any relacionada amb els casos de corrupció i l'augment dels costos dels serveis públics, que finalment feren que la cambra li retirara el suport al govern.
Inesperadament, 69 diputats del partit governant, el Partit Liberal Democràtic (PLD), pertanyents a les faccions de Takeo Fukuda, Takeo Miki i Hidenao Nakagawa es van abstindre de votar a la moció. El resultat, per tant, fou la derrota del PLD 56 vots d'un total de 243.
Per primera vegada en la història electoral japonesa, van coincidir les eleccions a la Cambra de Representants i a la Cambra de Consellers del Japó. L'Aleshores Primer Ministre que es presentava a les eleccions, Masayoshi Ōhira, va morir en plen campanya electoral 10 dies abans dels comicis. Ōhira havia tingut fins al darrer moment l'esperança de que la moció fracassara i es va mostrar commocionat quan aquesta va eixir endavant per un marge de 243-187, degut a l'abstenció de 69 diputats del seu partit, inclòs l'ex-Primer Ministre Fukuda. Davant l'opció de dimitir o convocar noves eleccions, Ōhira va triar la segona i començà la campanya pel PLD. El 31 de maig va ser hospitalitzat per esgotament i 12 dies després morí per un atac de cor.
El Cap de Gabinet Masayoshi Itō va exercir com a Primer Ministre en funcions des de la mort d'Ōhira fins a la composició d'un nou govern. En les eleccions celebrades aquell dia a les dues cambres, el PLD guanyà per majoria absoluta. Yoshio Sakurauchi, el Secretari General del PLD va dur al partit a la seua major victòria en 15 anys capitalitzant el "vot de simpatia" per la mort del Primer Ministre Ōhira. Després de les eleccions, Zenkō Suzuki, també del PLD, va ser nomenat Primer Ministre del Japó.

## Resultats
| Partit       | Partit                       | Vots       | %     | Escons | +/– |  |
| ------------ | ---------------------------- | ---------- | ----- | ------ | --- |  |
|              | Partit Liberal Democràtic    | 28.262.442 | 47,88 | 284    | 26  |  |
|              | Partit Socialista del Japó   | 11.400.748 | 19,31 | 107    | =   |  |
|              | Partit Comunista del Japó    | 5.803.613  | 9,83  | 29     | 12  |  |
|              | Kōmeitō                      | 5.329.942  | 9,03  | 33     | 25  |  |
|              | Partit Democràtic Socialista | 3.896.728  | 6,60  | 32     | 4   |  |
|              | Candidats independents       | 2.056.967  | 3,48  | 11     | 7   |  |
|              | Nou Club Liberal             | 1.766.396  | 2,99  | 12     | 8   |  |
|              | Unió Socialdemòcrata         | 402.832    | 0,68  | 3      | 1   |  |
|              |                              |            |       |        |     |  |
|              | Altres partits menors        | 109.168    | 0,18  | 0      | =   |  |
| Total        | Total                        | 59.028.837 | 100   | 511    | 0   |  |
|              |                              |            |       |        |     |  |
| Vots vàlids  | Vots vàlids                  | 59.028.837 | 97,82 |        |     |  |
| Vots nuls    | Vots nuls                    | 1.313.492  | 2,18  |        |     |  |
| Participació | Participació                 | 60.342.329 | 74,57 |        |     |  |
| Cens         | Cens                         | 80.925.034 |       |        |     |  |
| Font:        |                              |            |       |        |     |  |